# GRB 060614
GRB 060614是尼爾·格雷爾斯雨燕天文台於2006年6月14日探測到具有特殊性質的一個伽馬射線暴。它挑戰了先前關於伽馬射線暴前身和黑洞的科學共識。
在探測到GRB 060614之前，人們認為像這樣的長伽馬射線暴很可能是由一顆大恆星進入黑洞的引力坍縮引起的，並伴隨著可探測的超新星；而短伽馬射線暴被認為是兩顆中子星的合併。然而，在GRB 060614期間，缺乏任何的超新星和消失的光譜滯後，都是短GRB的典型特徵，這與該事件持續時間長（102秒）及其起源於星座印第安座遠達16億光年的星系相衝突。
2006年12月，在《自然》期刊上發表了一篇關於這一爆發的文章，編輯們描述了科學家們為了來解釋這一爆發而進行的一次搜尋，定義一個新的GRB分類系統。GRB 060614隨後被歸類為“混合伽馬射線暴”，定義為沒有伴隨超新星的長爆發，並被假設是對白洞的觀測。

## 外部連結
- NASA Satellite Discovers New Kind of Black Hole Explosion （页面存档备份，存于）
- GRB 060614 （页面存档备份，存于） entry at SIMBAD